# Erika Rothstein
Erika Rothstein (* 20. Oktober 1935 in Haan; † 12. Juni 2015 in Solingen) war eine deutsche Politikerin der SPD.

## Ausbildung und Beruf
Erika Rothstein erhielt 1951 ihren Volksschulabschluss. Danach absolvierte sie eine Ausbildung zur Industriekauffrau.

## Politik
Erika Rothstein war seit 1976 Mitglied der SPD. Sie wurde 1979 Mitglied des Rates der Stadt Solingen. Als Bürgermeisterin der Stadt Solingen fungierte sie von 1984 bis 1994. Seit 1952 war sie Mitglied der DAG.
Erika Rothstein war vom 31. Mai 1990 bis zum 1. Juni 2000 direkt gewähltes Mitglied des 11. und 12. Landtags von Nordrhein-Westfalen für den Wahlkreis 039 Solingen II.

## Ehrungen
2012 wurde Rothstein der Ehrenring der Stadt Solingen verliehen.